# 隱形胸罩
隱形胸罩（NudeBra），又稱「隱形內衣」、「隱形胸圍」、「缽仔糕」，泛指由矽膠或不織布等材料做成的黏貼式胸罩，其顏色或質地都跟皮膚相近，黏貼在皮膚上，因此也稱為矽膠胸墊（Silicone Bra）或黏貼式胸罩。由於穿著上的外觀是不會看到胸罩輪廓，而且也不需要肩帶，適合搭配禮服，露背裝等服飾穿著。
隱形胸罩通常為兩片矽膠墊加前扣的款式，直接黏貼在胸部皮膚上。
一般而言隱形胸罩不至於使皮膚發生不良反應，但因為是黏貼在一起也不能24小時連續使用，否則影響皮膚排汗與透氣，可能導致過敏，紅腫等狀況。
目前市面上流行有矽膠黏貼款式，也有使用側翼黏貼的不織布搭配充氣氣囊的衍生型。